# 卡奇卡里夫卡 (瓦西里夫卡區)
47°16′27″N 34°35′31″E / 47.27417°N 34.59194°E
卡奇卡里夫卡（烏克蘭語：Качкарівка）是位於烏克蘭東南部的村莊，由扎波羅熱州瓦西里夫卡區的大比洛澤爾卡市鎮負責管轄。該村面積0.04平方公里，海拔高度43米，2001年人口38，人口密度每平方公里1,027人。